# Лео Кіннунен
Лео Кіннунен (фін. Leo Juhani Kinnunen, 5 серпня 1943, Тампере — 26 липня 2017) — фінський автогонщик, учасник чемпіонату світу з автогонок у класі Формула-1.

## Біографія
У 1960-х роках змагався у Фінляндії в різних видах формульних гонок та у гонках на серійних автомобілях. У 1970 році завоював чотири перемоги на Чемпіонаті світу на спортивних автомобілях, виступаючи на автомобілі «Порше» разо з Педро Родрігесом. У 1971-1973 роках тричі ставав переможцем Інтерсерії, що проводилася у класі спортивних автомобілів. У 1974 році команда AAW Racing Team, за яку Кіннунен виступав в гонках спортивних автомобілів, орендувала автомобіль Surtees та заявила його в чемпіонат світу у класі Формули-1. У шести стартах Кіннунен не зміг пройті кваліфікацію і лише у Швеції зумів кваліфікуватися на передостанньому місці, а в гонці зійшов вже на восьмому крузі через поломку двигуна. Також у 1974 році він один раз стартував в Інтерсерії на автомобілі «Порше-917/30», отримав перемогу та зайняв шосте місце у підсумковому заліку Інтерсерії. У 1975-1977 роках Кіннунен без особливого успіху брав участь в Чемпіонаті світу зі спортивних автомобілів, після чого завершив гоночну кар'єру.

## Цікаві факти
Кіннунен був останнім гонщиком, що виступав у гонках Чемпіонату світу «Формули-1» у відкритому шоломі та у захисних окулярах.

## Результати гонок у Формулі-1
| Рік  | Команда    | Шасі         | Двигун   | 1   | 2   | 3   | 4   | 5       | 6   | 7        | 8   | 9       | 10      | 11  | 12      | 13      | 14  | 15  | Поз.  | Залікові бали |
| ---- | ---------- | ------------ | -------- | --- | --- | --- | --- | ------- | --- | -------- | --- | ------- | ------- | --- | ------- | ------- | --- | --- | ----- | ------------- |
| 1974 | AAW Racing | Surtees TS16 | Cosworth | АРГ | БРА | ПІА | ІСП | БЕЛ НКВ | МОН | ШВЕ Схід | НІД | ФРА НКВ | ВЕЛ НКВ | НІМ | АВТ НКВ | ІТА НКВ | КАН | США | — ! 0 |               |